# Bourse de Banja Luka
Pour les articles homonymes, voir BLSE.
La bourse de Banja Luka ou BLSE (en serbe cyrillique : Бањалучка берза ; en serbe latin Banjalučka berza) est une bourse des valeurs qui est basée dans la ville de Banja Luka en république serbe de Bosnie, Bosnie-Herzégovine.

## Indices boursiers
BIRS, un indice boursier constitué des principales valeurs de la bourse, dont Telekom Srpske.
FIRS, un indice boursier constitué de 13 actions d'investissement privé de la république serbe de Bosnie.
ERS10, un indice boursier constitué de 10 actions d'entreprise du secteur de l'énergie.

## Membres de la BLSE
La bourse est composée des membres suivants :
- Advantis Broker
- Balkan Investment Bank Banja Luka
- Bobar banka
- Eurobroker
- FIMA International
- Hypo-Alpe-Adria Bank Banja Luka
- Monet broker
- NLB Razvojna banka Banja Luka
- Nova banka Banja Luka
- Pavlović International Bank
- Raiffeisen capital
- Unicredit bank Banja Luka
- Zepter komerc banka